# Rygsmerter
Rygsmerter er en meget udbredt lidelse, ca. hver fjerde dansker har af og til smerter i ryggen.[kilde mangler] Disse smerter behøver ikke at være specielt alvorlige og kan skyldes alt fra muskelinfiltrationer, hold i lænderyggen til diskusprolaps. Det er kun ganske få ryglidelser, som opereres, fx hvis der er smerter, som forstyrrer følelsen i dele af kroppen.